# 哈尔施塔特新教教堂

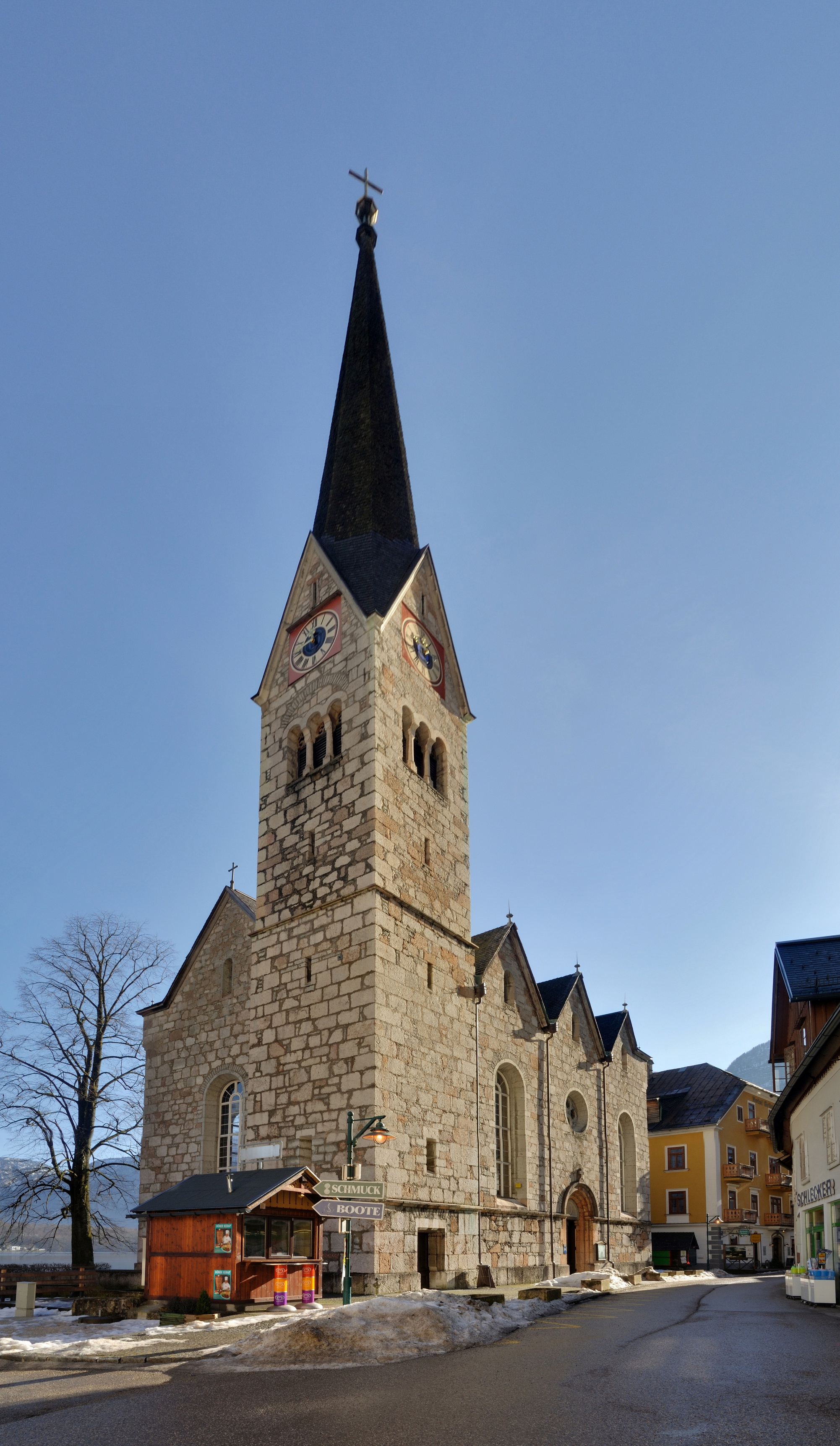

哈尔施塔特新教教堂（Evangelische Pfarrkirche Hallstatt）又名基督堂（Christuskirche），是奥地利福音教会的一个堂会，属于上奥地利教区，位于奥地利上奥地利州 格蒙登县的哈尔施塔特。目前的教堂建于1859-1863年，取代了1785年的老教堂。该堂是一座挂牌保护建筑。

## 历史
1560年左右，两位新教传道士来到哈尔斯塔特。1601年7月29日，由皇帝任命的萨尔茨卡默古特最高官员维特•斯平德勒•冯•霍芬内格（Veit Spindler von Hofenegg）来到哈尔斯塔特，宣布反宗教改革法令。他和随行人员被愤怒的人群抓获，羞辱地押送到巴特伊施尔。到1602年春天，萨尔茨卡默古特的城镇都发生了反对当局的起义。从1602年2月起，萨尔茨堡采邑主教的部队介入。沃尔夫•迪特里希得到了哈布斯堡家族的支持。1200名主教的士兵沿着沃尔夫冈湖进入该地区，武装简陋的萨尔茨卡默古特居民的起义宣告失败。
在接下来的大约180年里，新教信仰只能以秘密的形式存在。

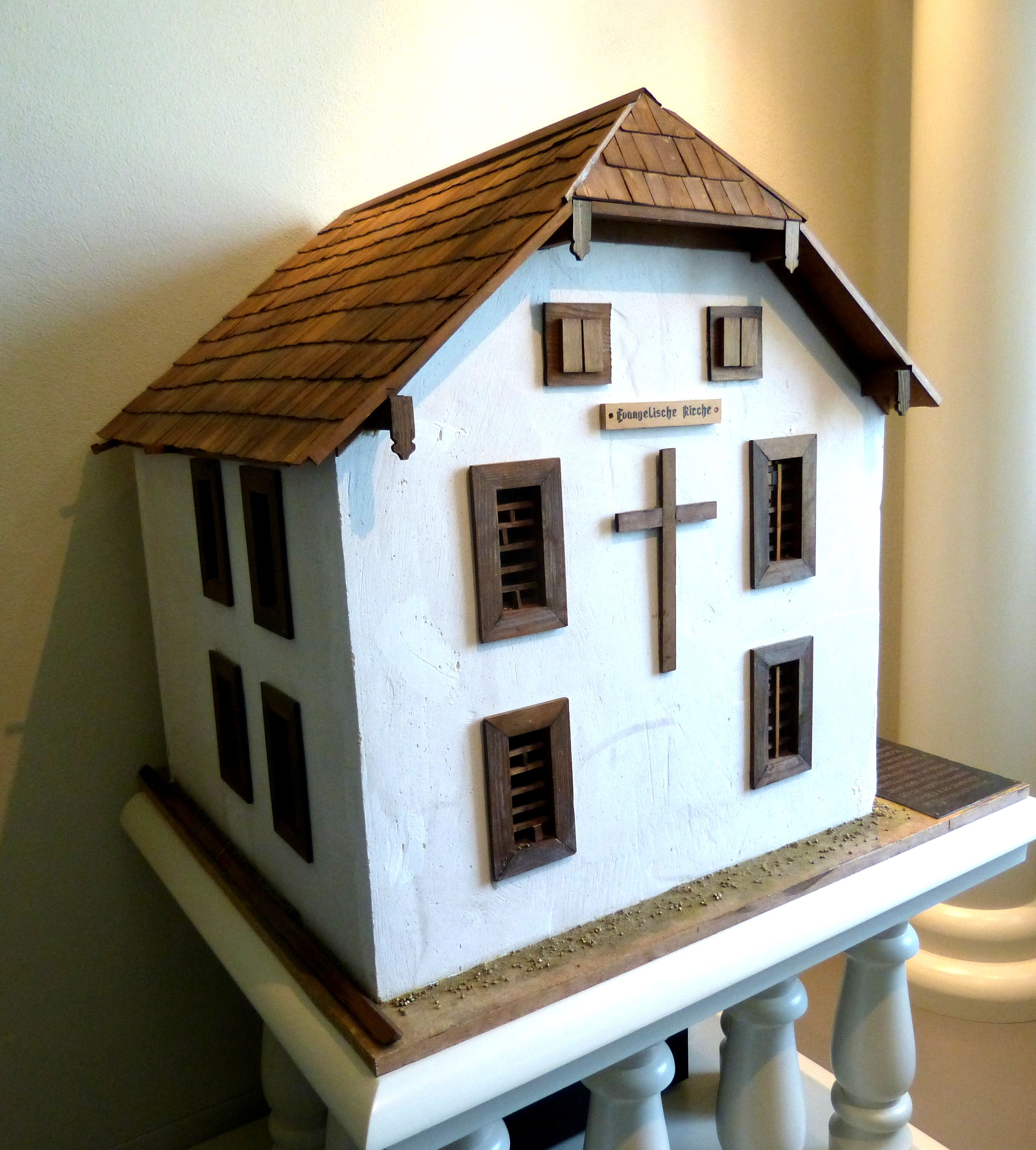

1781年，约瑟夫二世颁布宽容法令，规定满100个新教家庭或500个教徒可以设立祈祷所。1784年，在哈尔施塔特登记了583名新教徒，1785年10月30日，哈尔斯塔特落成一座祈祷室。它矗立在今天的缪尔巴赫河口，有矩形窗户，没有钟楼，可容纳355人。
1859年，购买并拆除两座旧盐房，在原址上建造新教堂，至1863年完工。教堂的建筑平面由慕尼黑的路德维希•兰格设计。堂内有550个座位。
在第一次世界大战期间，基督堂交出了全部四口钟和35根风琴管，改用锌管代替。1934年购买的新钟于1943年再次融化。1957年至1961年，教堂的屋顶翻新，1962年又装修内部。1977年，三口新钟的钟声响起（信、望、爱）。2013年受灾破坏后修复。

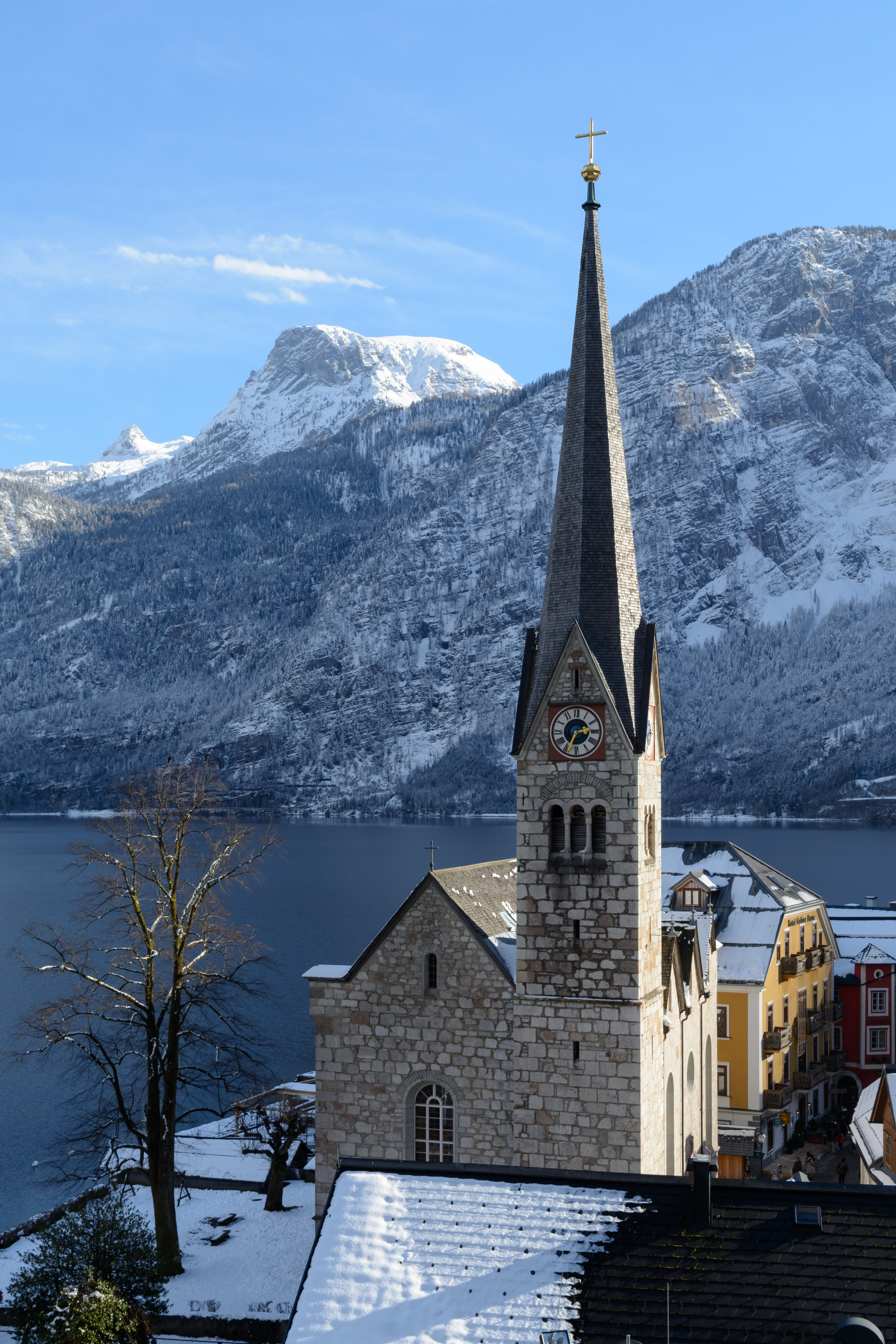
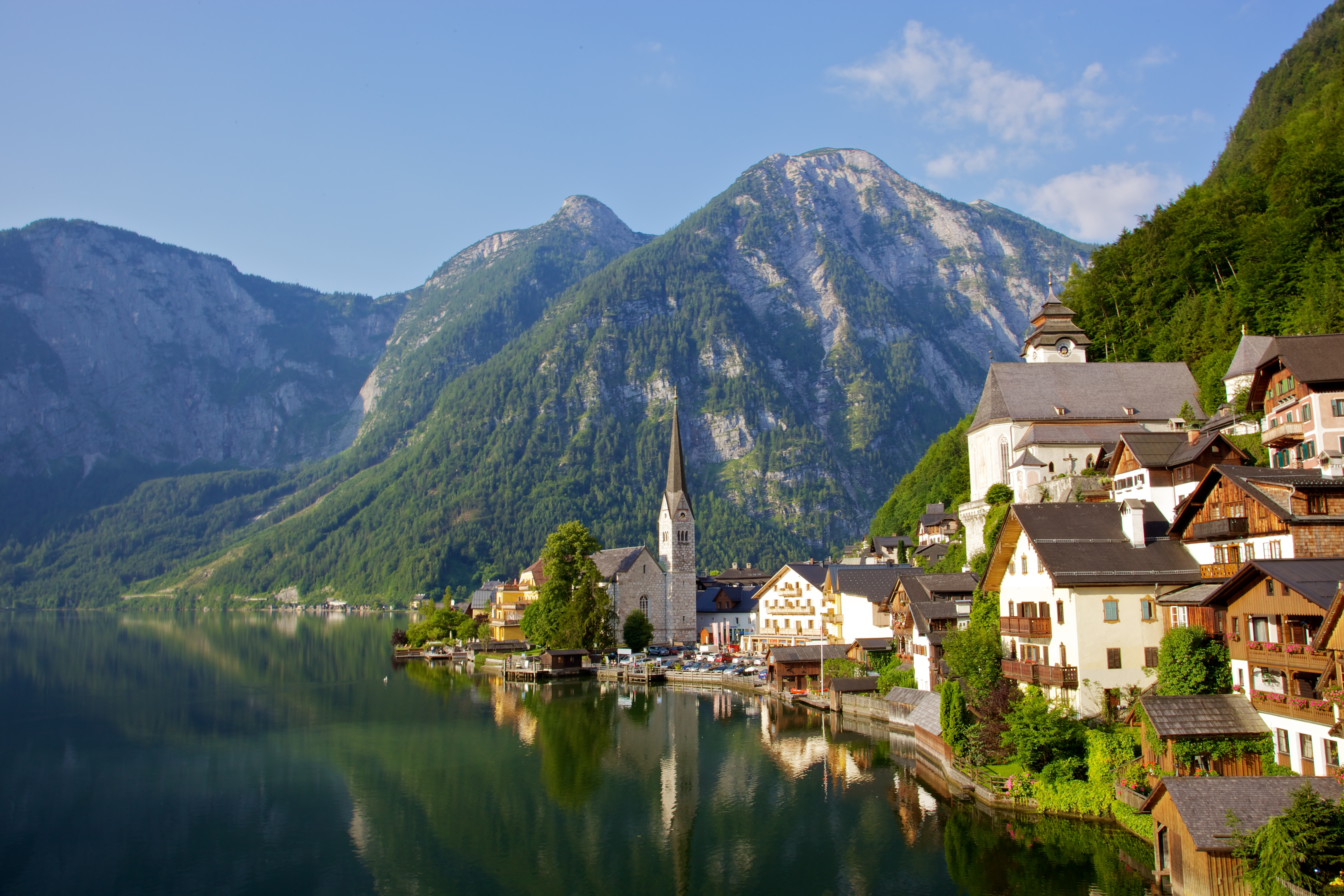
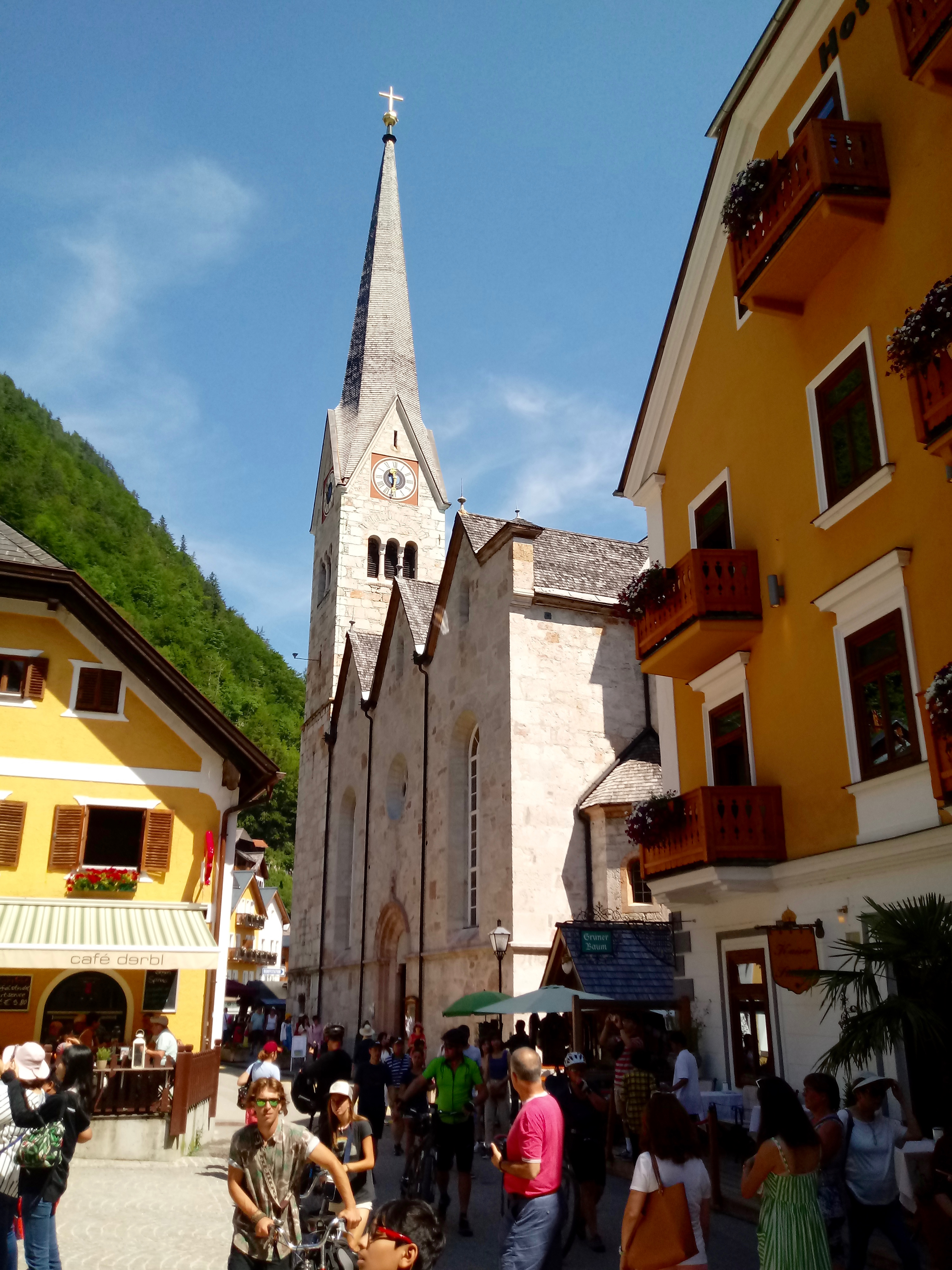
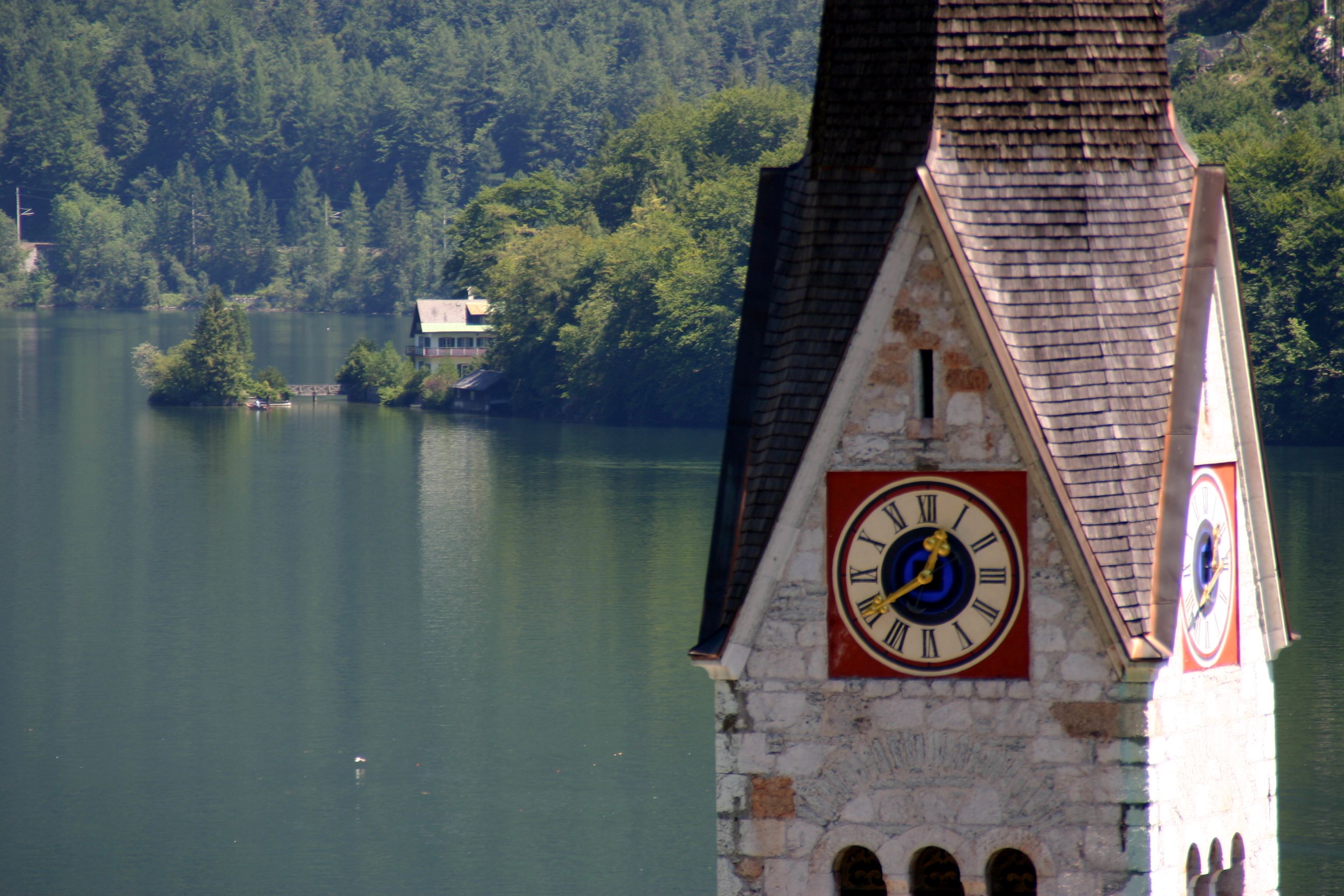
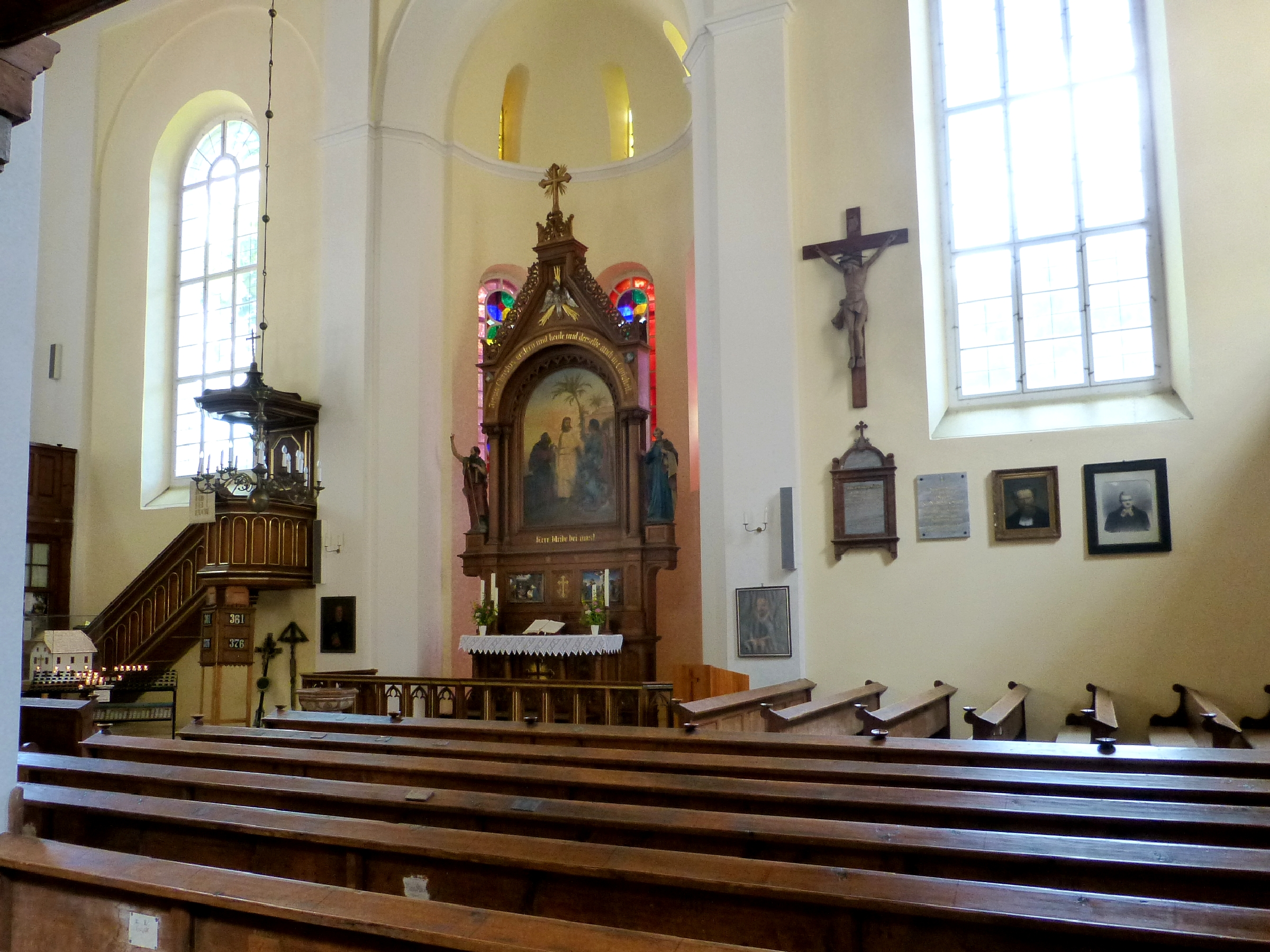
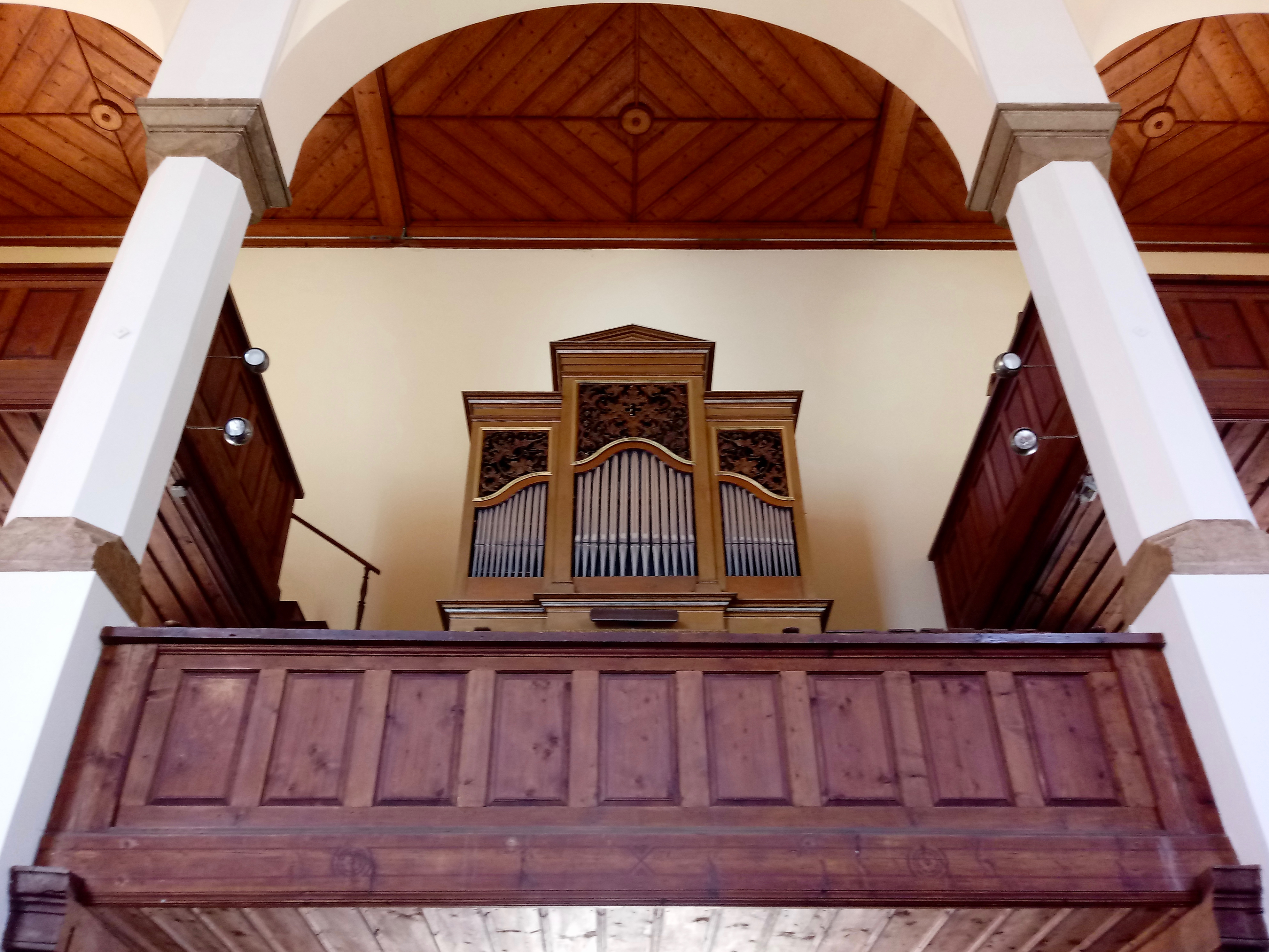
Orgel